# Dutch Top 40
Dutch Top 40 é uma tabela musical, que começou com o nome de "Veronica Top 40" por causa do canal da rádio pirata chamada "Radio Veronica", que foi a primeira estação a lançar a tabela. O nome "The Veronica Top 40" foi mantido até 1974, mas a rádio pirata foi forçada a parar. Joost den Draaijer foi o iniciador do top 40 nos Países Baixos. A Dutch Top 40 semelhante à Billboard Hot 100, dos Estados Unidos.

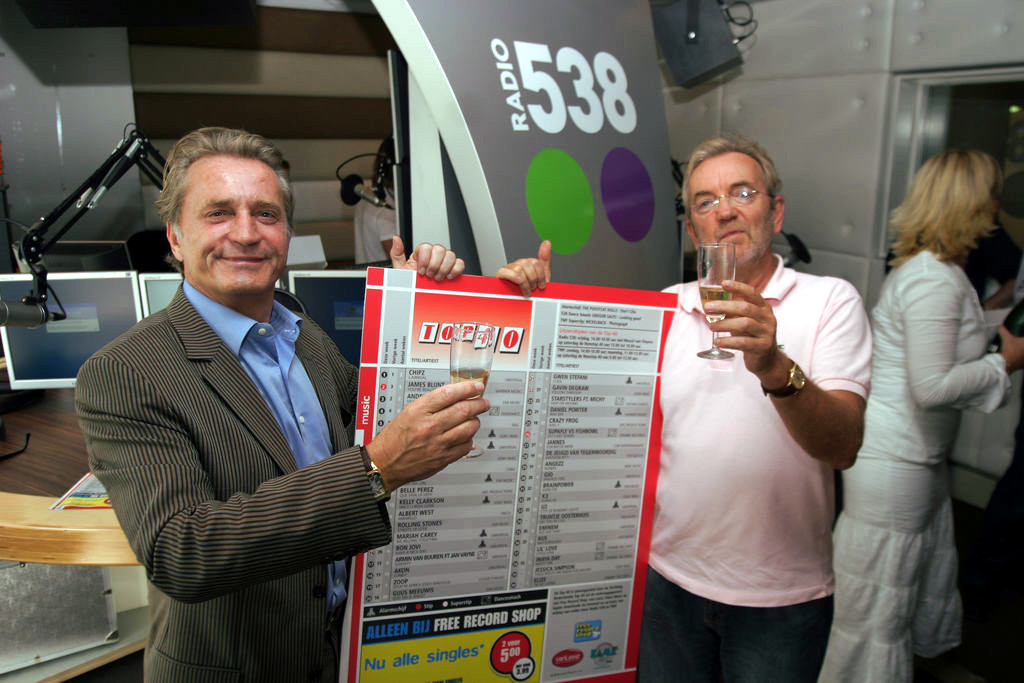
Hans Breukhoven e Lex Harding celebrando uma edição impressa do Top 40 dos Países Baixos.